# Patrick Nordmann
Patrick Nordmann (* 4. März 1949 in Freiburg; † 20. August 2022) war ein Schweizer Journalist, Radiomoderator und Komiker. Er ist international bekannt als Autor von Szenarien für Lucky-Luke-Alben.

## Leben
Patrick Nordmann war der Sohn des Westschweizer Journalisten Roger Nordmann, der als Mitgründer der Sendung la Chaîne du bonheur bekannt wurde. Nach der Mittelschule absolvierte er ein Studium in Rechtswissenschaft, bevor er als Redaktor bei den Zeitungen La Tribune de Lausanne und 24 heures arbeitete.
Seit 1977 war Nordmann als Komiker bei Radio Suisse Romande (RSR) tätig, wo er in den Sendungen Au fond à gauche, Cinq sur cinq, Vos désirs font désordre und Les Dicodeurs auftrat. Im Westschweizer Fernsehen wirkte er bei der Sendung Le Fond de la corbeille von Lova Golovtchiner mit. Im Jahr 2000 verliess er den Radiosender RSR und gründete mit Monique Reboh die eigene Produktionsfirma Panorama.
Im Jahr 2000 erschien das Lucky-Luke-Album Le prophète nach dem von Patrick Nordmann verfassten Text. 2002 folgte Nordmanns zweites Lucky Luke-Album mit dem Titel La Légende de l'Ouest.
2010 gründete er mit dem Cartoonisten Thierry Barrigue und dem Schriftsteller und Archäologen Laurent Flutsch die satirische Wochenzeitung Vigousse, die er als stellvertretender Chefredaktor prägte. 2013 verliess er die Redaktion von Vigousse wieder und gründete mit Joël Cerutti das Büro für Investigationsjournalismus PJ Investigations.
Ausserdem war er als Sprecher für den Schweizer Musiker Pascal Auberson tätig. Am 20. August 2022 starb Patrick Nordmann im Alter von 73 Jahren.